# Nord Ovest (Inghilterra)
Il Nord Ovest (North West in inglese) è una delle regioni dell'Inghilterra. Confina con la Scozia a nord, con le regioni Nord Est, Yorkshire e Humber e Midlands Orientali a est, Midlands Occidentali a sud, con il Galles e il Mare d'Irlanda a ovest.
È una delle regioni che, naufragata la creazione di un’assemblea tentata fin dal 1998, si è limitata a riunire dal 2011 un coordinamento delle autorità locali del territorio, e pertanto è priva di personalità giuridica e non ha alcuna autorità diretta sui cittadini.

## Suddivisioni
La regione è divisa nelle seguenti aree di governo locale:
| Contea cerimoniale   | Contea/Autorità unitaria | Distretti |
| -------------------- | ------------------------ | --- |
| Cheshire             | Cheshire †               | Ellesmere Port and Neston, Chester, Crewe and Nantwich, Congleton, Macclesfield, Vale Royal                                   |
| Cheshire             | Warrington               | |
| Cheshire             | Halton                   | |
| Cumbria †            | Cumbria †                | Cumberland, Westmorland and Furness                                                                                           |
| Greater Manchester * | Greater Manchester *     | Bolton, Bury, Manchester, Oldham, Rochdale, Salford, Stockport, Tameside, Trafford, Wigan                                     |
| Lancashire           | Lancashire †             | West Lancashire, Chorley, South Ribble, Fylde, Preston, Wyre, Lancaster, Ribble Valley, Pendle, Burnley, Rossendale, Hyndburn |
| Lancashire           | Blackpool                | |
| Lancashire           | Blackburn with Darwen    | |
| Merseyside *         | Merseyside *             | Knowsley, Liverpool, St Helens, Sefton, Wirral                                                                                |

Legenda: contea non metropolitana = † | contea metropolitana = *